# Crossea gemmata
Crossea gemmata is een slakkensoort uit de familie van de Conradiidae. De wetenschappelijke naam van de soort is voor het eerst geldig gepubliceerd in 1912 door Hedley.